# 高喊助威
高喊助威是在各項體育運動競賽中，競爭者或體育迷分成不同營壘，通過喊叫、呼口號、拉橫幅等方式互相對抗，個別情況會在體育場內使用不友善的惡言辱罵對手。 無論是對參賽的個人或團隊，其動機都是希望在雙方對抗中，獲得更強於對手的心理優勢。
這種方式可以出現在任何比賽，但也有因為過度喧囂、語言粗魯、不遵守場地規則的情況，引起不滿的批評。互相競爭的運動員可能為此出現激烈的肢體衝突，並演變成鬥毆事件，例如被美聯社喻為「NBA史上臭名昭著的鬥毆事件」，就是在球員大聲叫嚷之下，使場面惡化。